# Capra falconeri
O markhor (Capra falconeri), cabra-selvagem-da-índia ou cabra-selvagem-paquistanesa, é um caprino asiático encontrado no oeste dos Himalaias.
Até 2015, a espécie esteve classificada como em perigo pela IUCN, mas subiu para quase ameaçada, visto que os seus números aumentaram cerca de 20%, nas últimas décadas. É o animal nacional do Paquistão.

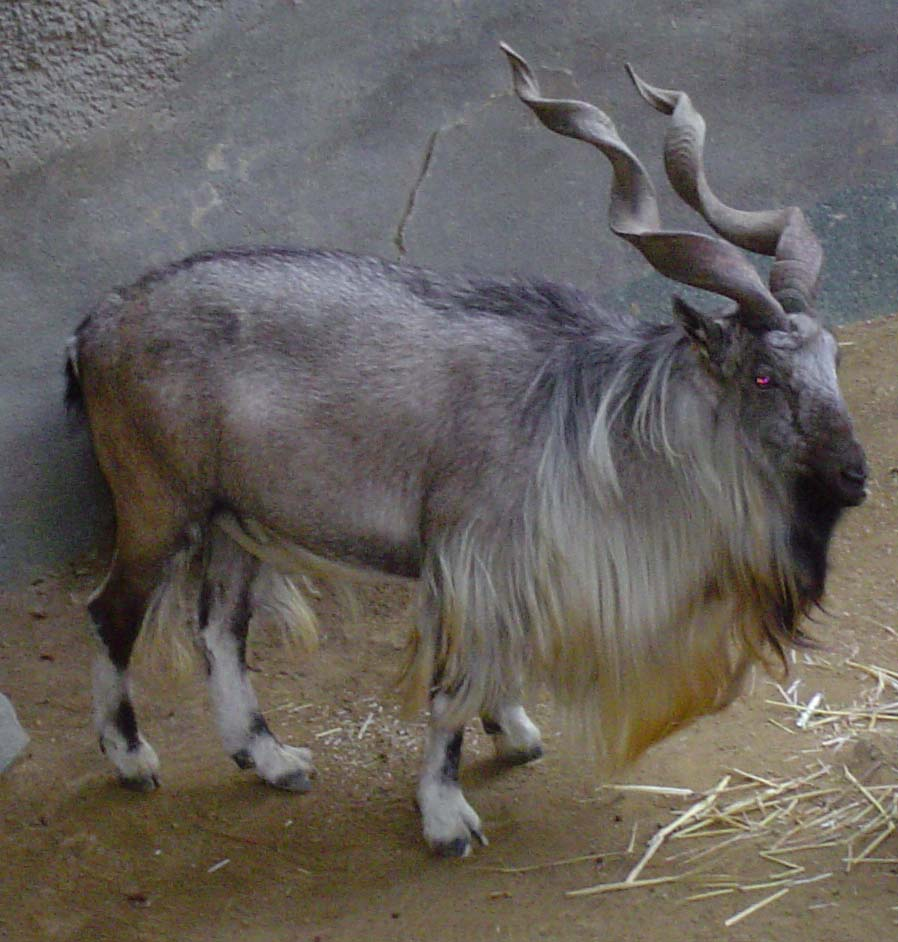
Uma capra falconeri do Zoológico de Los Angeles.